# Trichocera imanishii
Trichocera imanishii är en tvåvingeart som först beskrevs av Tokunaga 1935.  Trichocera imanishii ingår i släktet Trichocera och familjen vintermyggor. Inga underarter finns listade i Catalogue of Life.